# الديانة البهائية والزرادشتية
الزرادشتية مُعترف بها في الديانة البهائية باعتبارها واحدة من تسع ديانات معروفة تنبئ كتبها المقدسة بقدوم بهاء الله. شُمل زرادشت في تعاقب ظهور الله. تُعد صحة زند أفيستا (الكتب المقدسة الزرادشتية) غير مؤكدة.

## أصل بهاء الله
يعتقد البهائيون أن بهاء الله، المولود باسم ميرزا حسين علي النوري، سليل زرادشت وآخر ملوك الزرادشتية يزدجرد الثالث. كان والده ميرزا بوزورغ، وهو نبيل من مقاطعة مازندران الفارسية (التي كانت تسمى سابقًا طبرستان). كتب ميرزا أبو الفضل مقالة تتعلق بأصل بهاء الله.

## النبوءات
تتنبأ النبوءات الزرادشتية بقدوم منقذ العالم ساوشيانت أو شاه باهرام. يعتبر البهائيون أن هذه النبوءات تحققت في شخص بهاء الله. تُفسر النبوءة من جامس بنامة «يُقال إن الشمس ستقف في وسط السماء في زمن أوشيدر بامي [هوشدار] لمدة 10 أيام وفي زمن أوشيدر ماه [هوشدار ماه] لمدة 20 يومًا وفي زمن سوشايوش [ساوشيانت] لمدة 30 يومًا» على أنها إشارة إلى محمد، وعلي محمد رضا الشيرازي (الملقب بالباب)، وبهاء الله، على التوالي.